# Yamilé Aldama
Yamilé Aldama Pozo (L'Avana, 14 agosto 1972) è una triplista cubana naturalizzata britannica, medaglia d'oro ai Mondiali indoor 2012.

## Biografia
In carriera ha gareggiato per il suo paese natale Cuba, per il Sudan e per il Regno Unito. Ha partecipato ai Giochi olimpici di Sydney 2000 (per Cuba), Atene 2004 e Pechino 2008 (per il Sudan), mentre si è qualificata a quelle di Londra 2012 ove, ha gareggiato per il Regno Unito.

## Progressione

### Salto triplo
| Stagione | Misura  | Luogo       | Data      | Rank. Mond. |
| -------- | ------- | ----------- | --------- | ----------- |
| 2011     | 14,50 m | Taegu       | 1-9-2011  | -           |
| 2009     | 14,48 m | La Canea    | 1-6-2009  | -           |
| 2008     | 14,51 m | Retimo      | 14-7-2008 | -           |
| 2007     | 14,58 m | Calamata    | 2-6-2007  | -           |
| 2006     | 14,78 m | Atene       | 16-9-2006 | -           |
| 2005     | 14,82 m | Berlino     | 4-9-2005  | -           |
| 2004     | 15,28 m | Linz        | 2-8-2004  | -           |
| 2003     | 15,29 m | Roma        | 11-7-2003 | -           |
| 2002     | 14,40 m | Birmingham  | 13-7-2002 | -           |
| 2000     | 14,47 m | La Canea    | 14-6-2000 | -           |
| 1999     | 14,77 m | Winnipeg    | 28-7-1999 | -           |
| 1998     | 14,55 m | L'Avana     | 2-8-1998  | -           |
| 1997     | 14,46 m | Saint-Denis | 2-6-1997  | -           |
| 1996     | 14,43 m | L'Avana     | 16-2-1996 | -           |
| 1995     | 13,84 m | L'Avana     | 1-7-1995  | -           |
| 1994     | 13,92 m | L'Avana     | 24-6-1994 | -           |

## Palmarès
| Anno | Manifestazione          | Sede        | Evento       | Risultato | Prestazione | Note                                     |
| ---- | ----------------------- | ----------- | ------------ | --------- | ----------- | ---------------------------------------- |
| 2007 | Mondiali                | Osaka       | Salto triplo | 25ª (q)   | 13,46 m     |                                          |
| 2008 | Mondiali indoor         | Valencia    | Salto triplo | 4ª        | 14,20 m     |                                          |
| 2008 | Campionati africani     | Addis Abeba | Salto triplo | Argento   | 14,36 m     |                                          |
| 2008 | Giochi olimpici         | Pechino     | Salto triplo | nm (q)    | nm (q)      |                                          |
| 2009 | Mondiali                | Berlino     | Salto triplo | 13ª (q)   | 14,11 m     |                                          |
| 2010 | Mondiali indoor         | Doha        | Salto triplo | 19ª       | 12,41 m     |                                          |
| 2011 | Mondiali                | Taegu       | Salto triplo | 5ª        | 14,50 m     | Miglior prestazione personale stagionale |
| 2012 | Mondiali indoor         | Istanbul    | Salto triplo | Oro       | 14,82 m     |                                          |
| 2012 | Giochi olimpici         | Londra      | Salto triplo | 5ª        | 14,48 m     |                                          |
| 2013 | Europei indoor          | Göteborg    | Salto triplo | 6ª        | 13,95 m     | Miglior prestazione personale stagionale |
| 2014 | Giochi del Commonwealth | Glasgow     | Salto triplo | Finale    | dns         |                                          |